# Missões diplomáticas de Cabo Verde

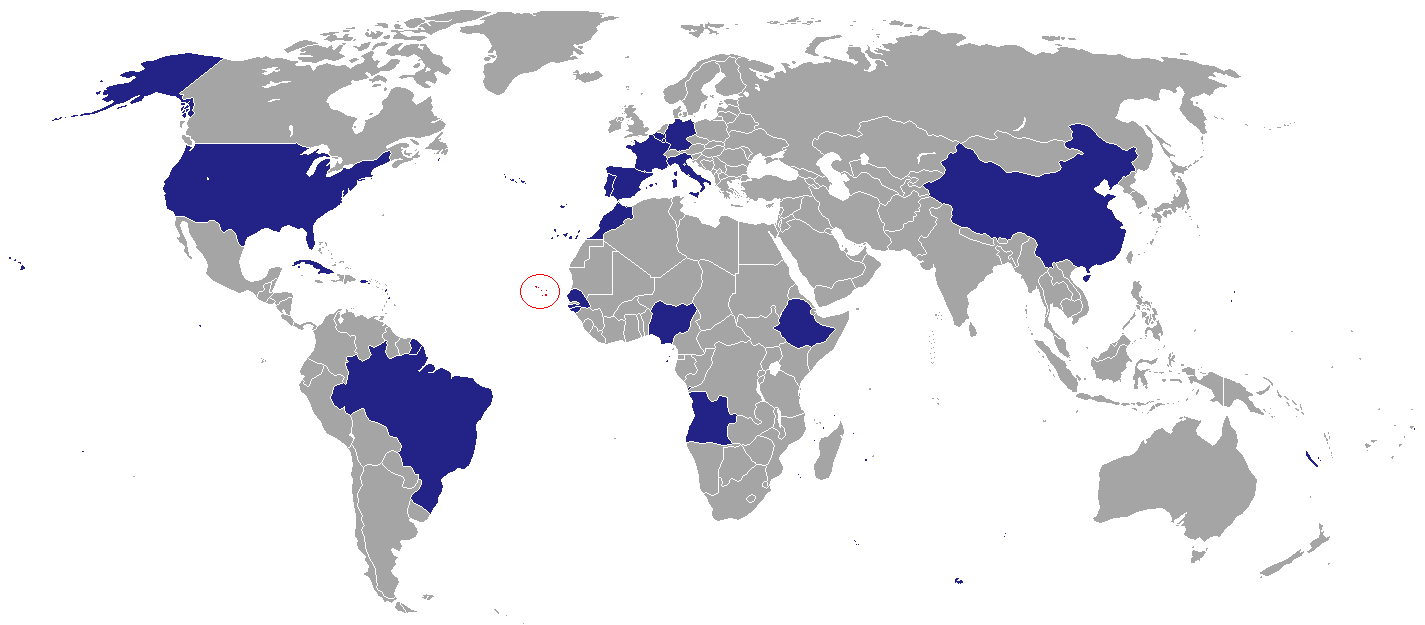
Missões diplomáticas de Cabo Verde

Abaixo se encontra as embaixadas e consulados de Cabo Verde:

## África
- Angola
  - Luanda (Embaixada)
  - Benguela (Consulado)
- Etiópia
  - Adis Abeba (Embaixada)
- Guiné-Bissau
  - Bissau (Embaixada)
- Marrocos
  - Rabat (Embaixada)
  - Dakhla (Consulado-geral)
- Nigéria
  - Abuja (Embaixada)
- São Tomé e Príncipe
  - Santo Tomé (Embaixada)
- Senegal
  - Dakar (Embaixada)

## Américas
- Brasil
  - Brasília (Embaixada)
- Cuba
  - Havana (Embaixada)
- Estados Unidos
  - Washington, D.C. (Embaixada)
  - Boston (Consulado)

## Ásia
- China
  - Pequim (Embaixada)

## Europa
- Alemanha
  - Berlim (Embaixada)
- Bélgica
  - Bruxelas (Embaixada)
- Espanha
  - Madrid (Embaixada)
- França
  - Paris (Embaixada)
  - Nice (Consulado-geral)
- Itália
  - Roma (Embaixada)
- Luxemburgo
  - Cidade de Luxemburgo (Embaixada)
- Países Baixos
  - Roterdã (Consulado-Geral)
- Portugal
  - Lisboa (Embaixada)

## Organizações Multilaterais
- Addis Abeba (Missão Permanente junto da União Africana)
- Genebra (Missão Permanente junto das Nações Unidas)
- Lisboa (Missão Permanente junto da Comunidade de Países de Língua Portuguesa)
- Nova Iorque (Missão Permanente junto das Nações Unidas)

## Galeria

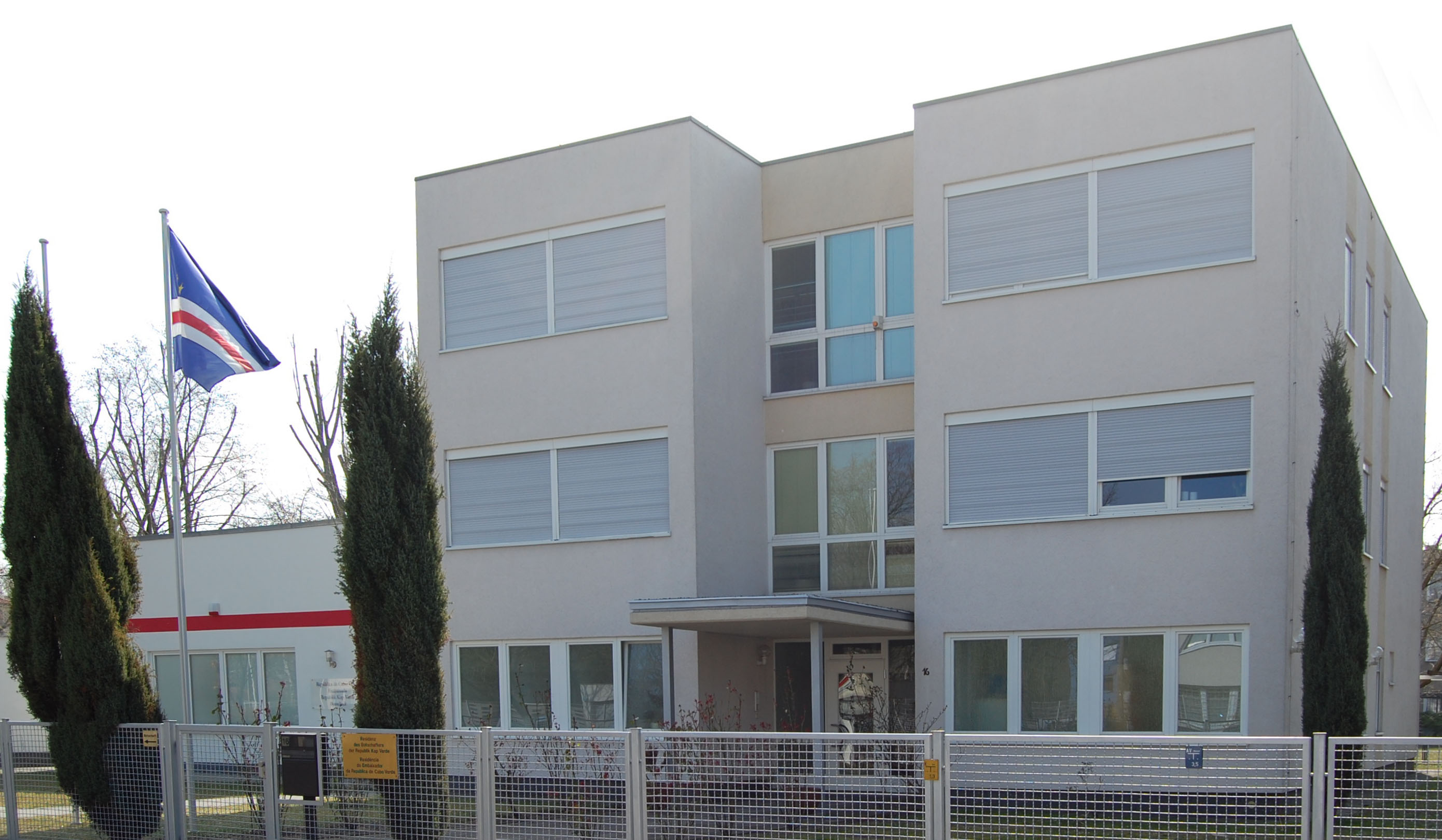
Embaixada em Berlim
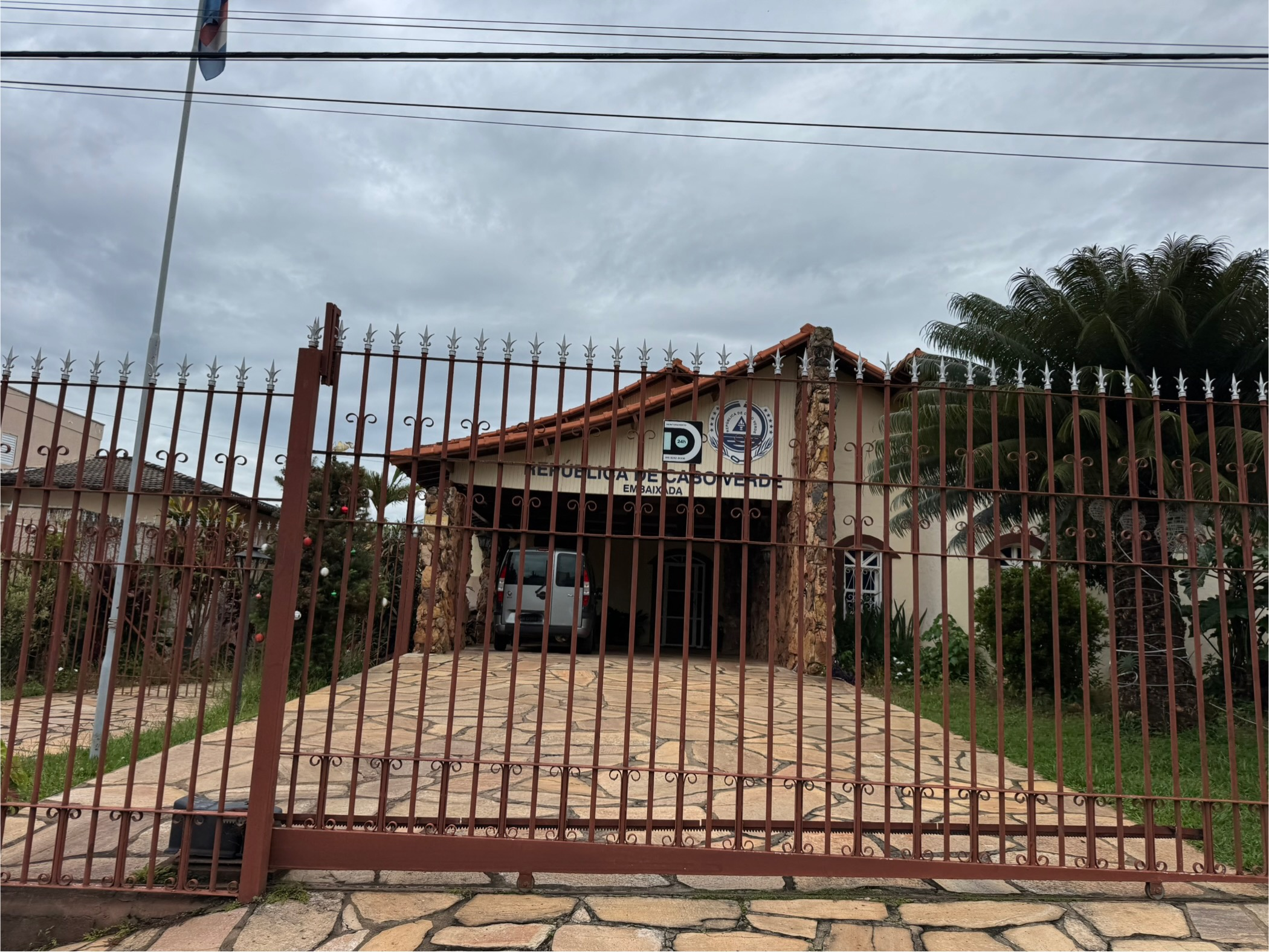
Embaixada em Brasília
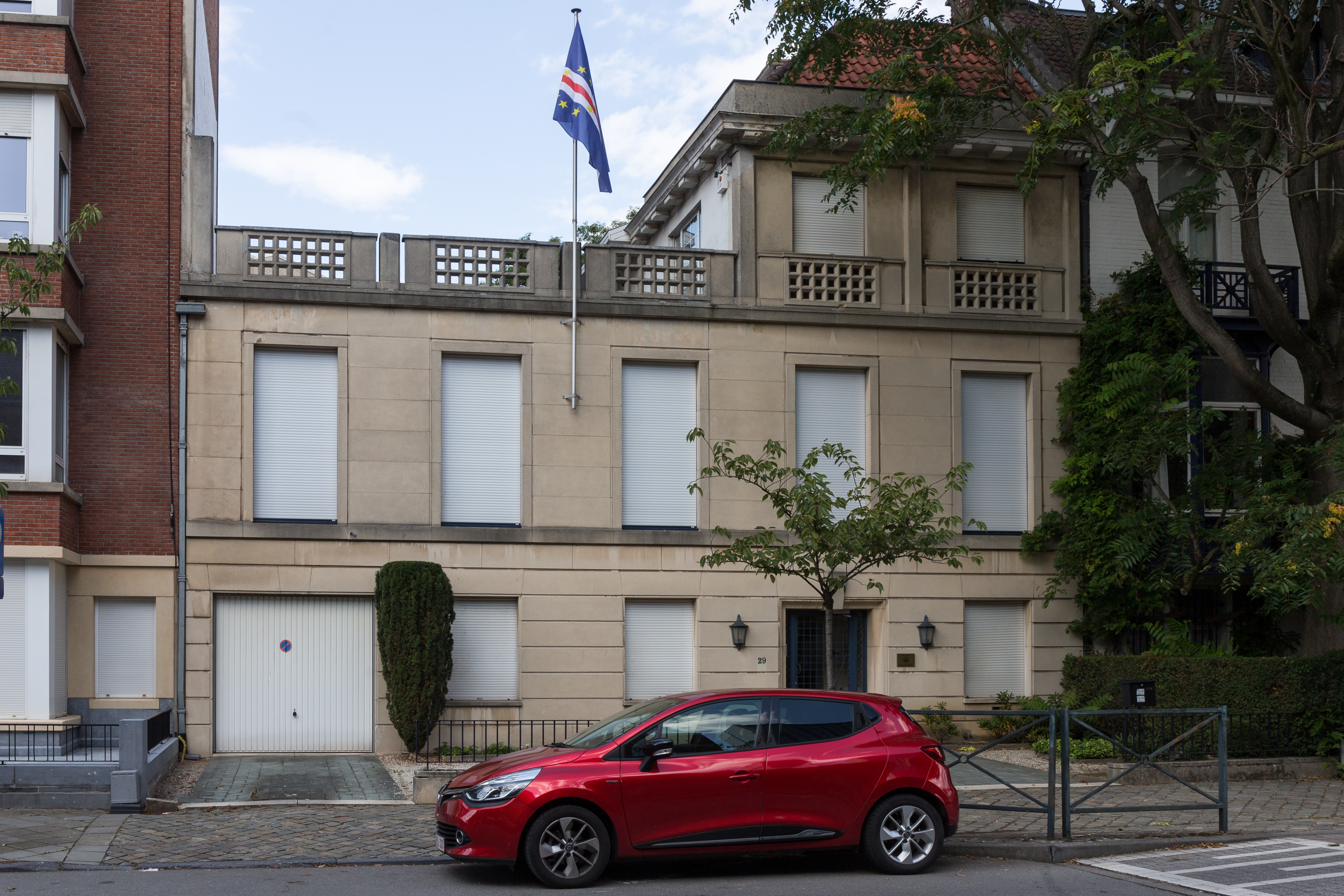
Embaixada em Bruxelas
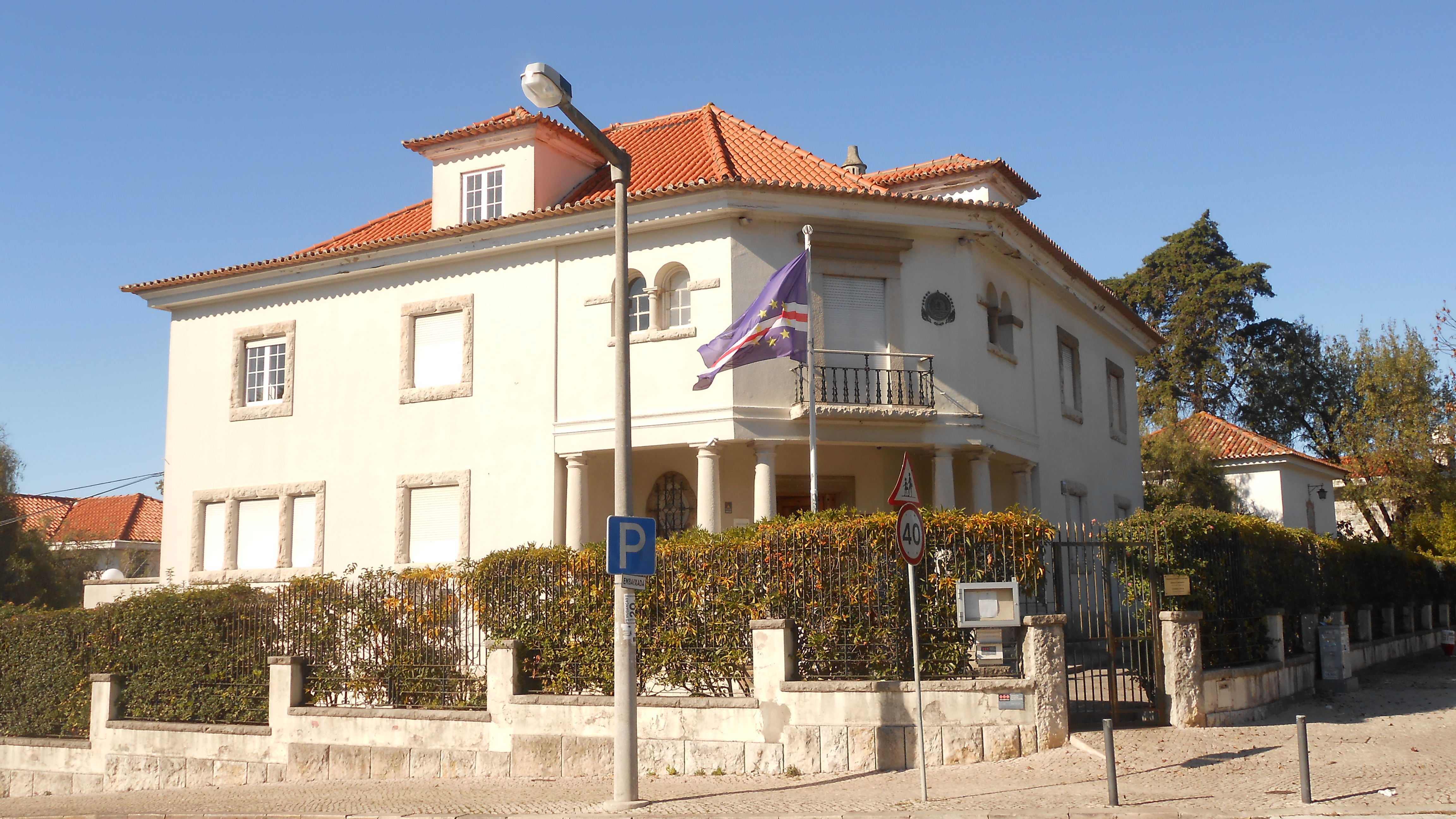
Embaixada em Lisboa
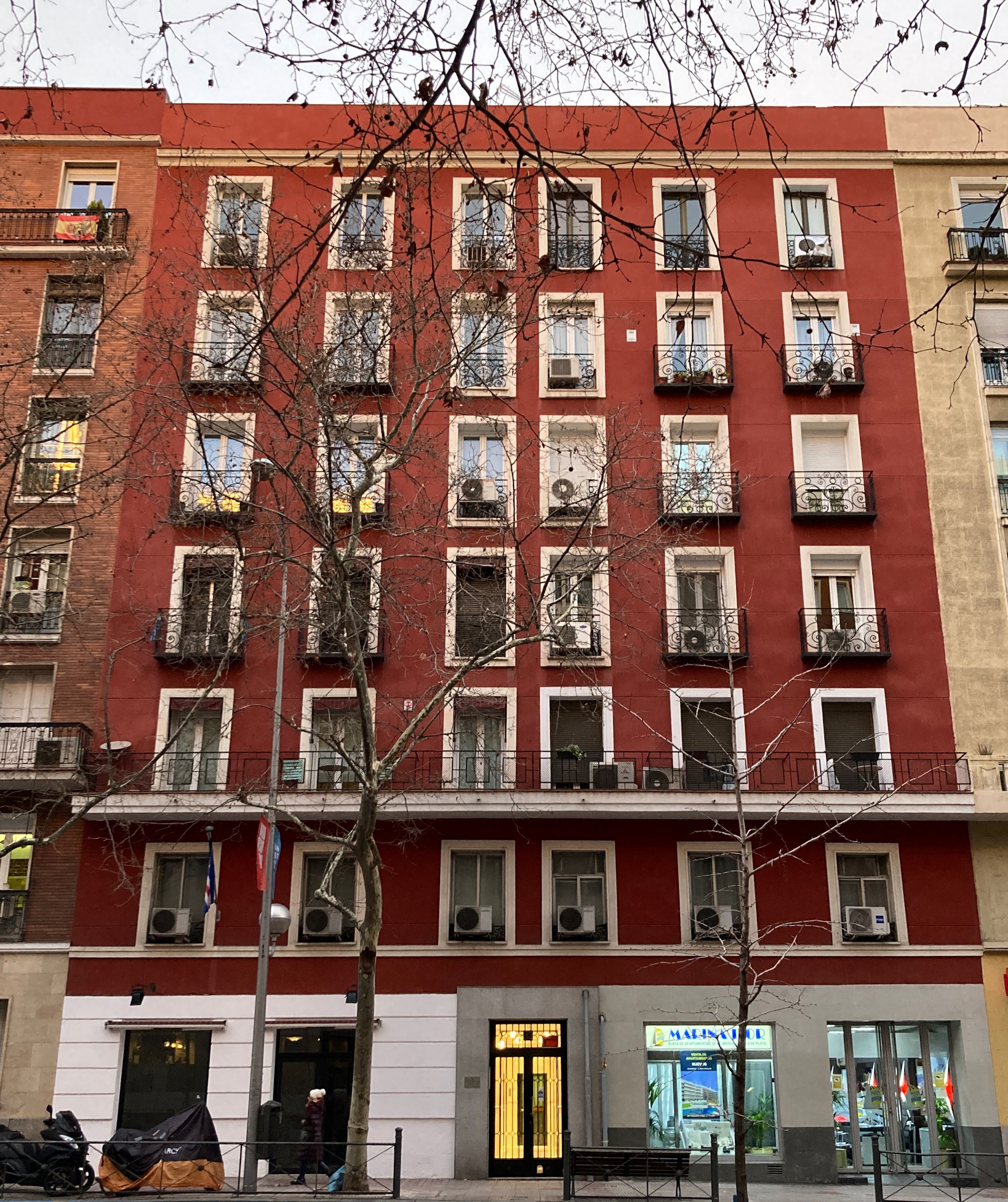
Embaixada em Madrid
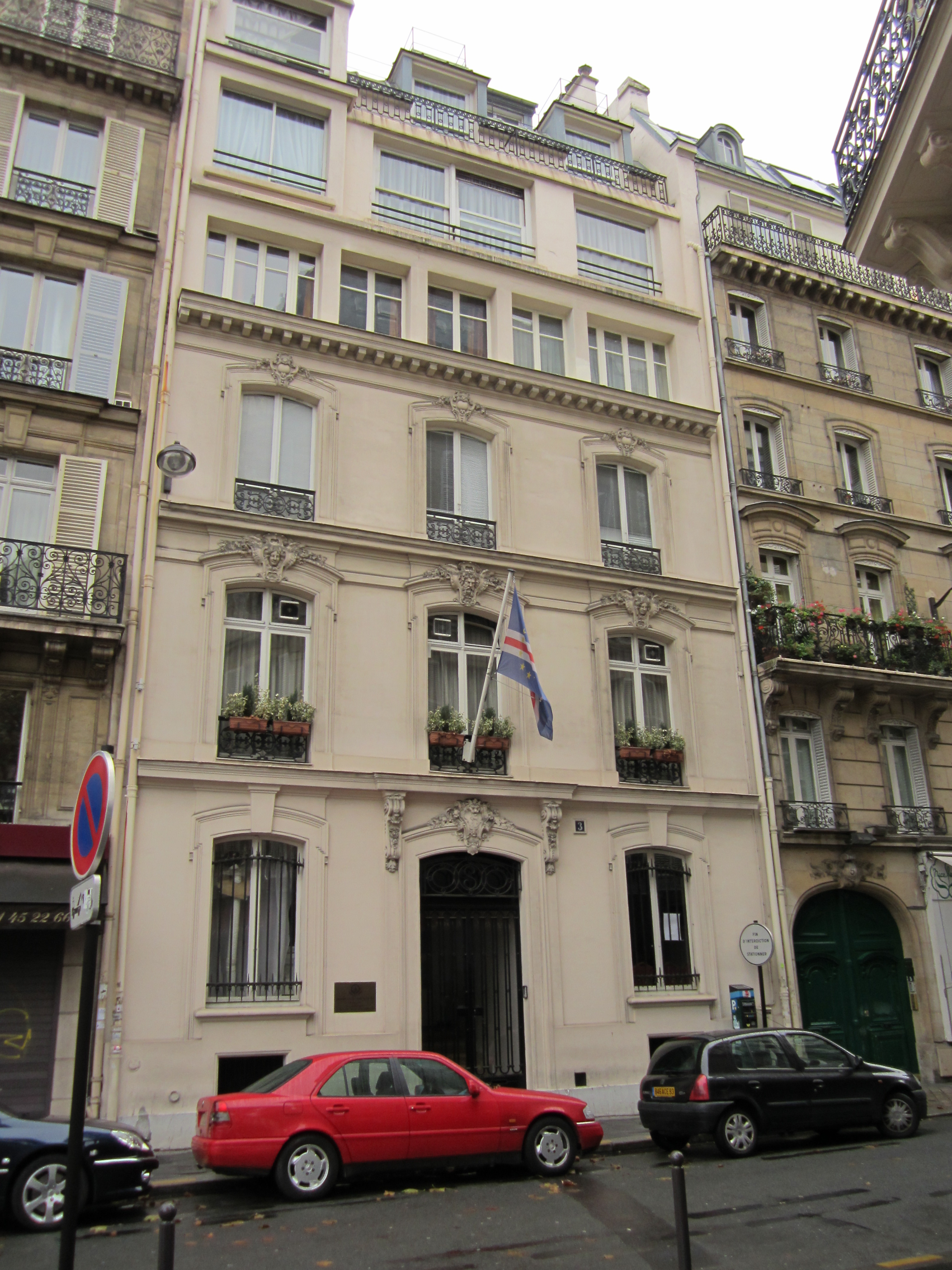
Embaixada em Paris
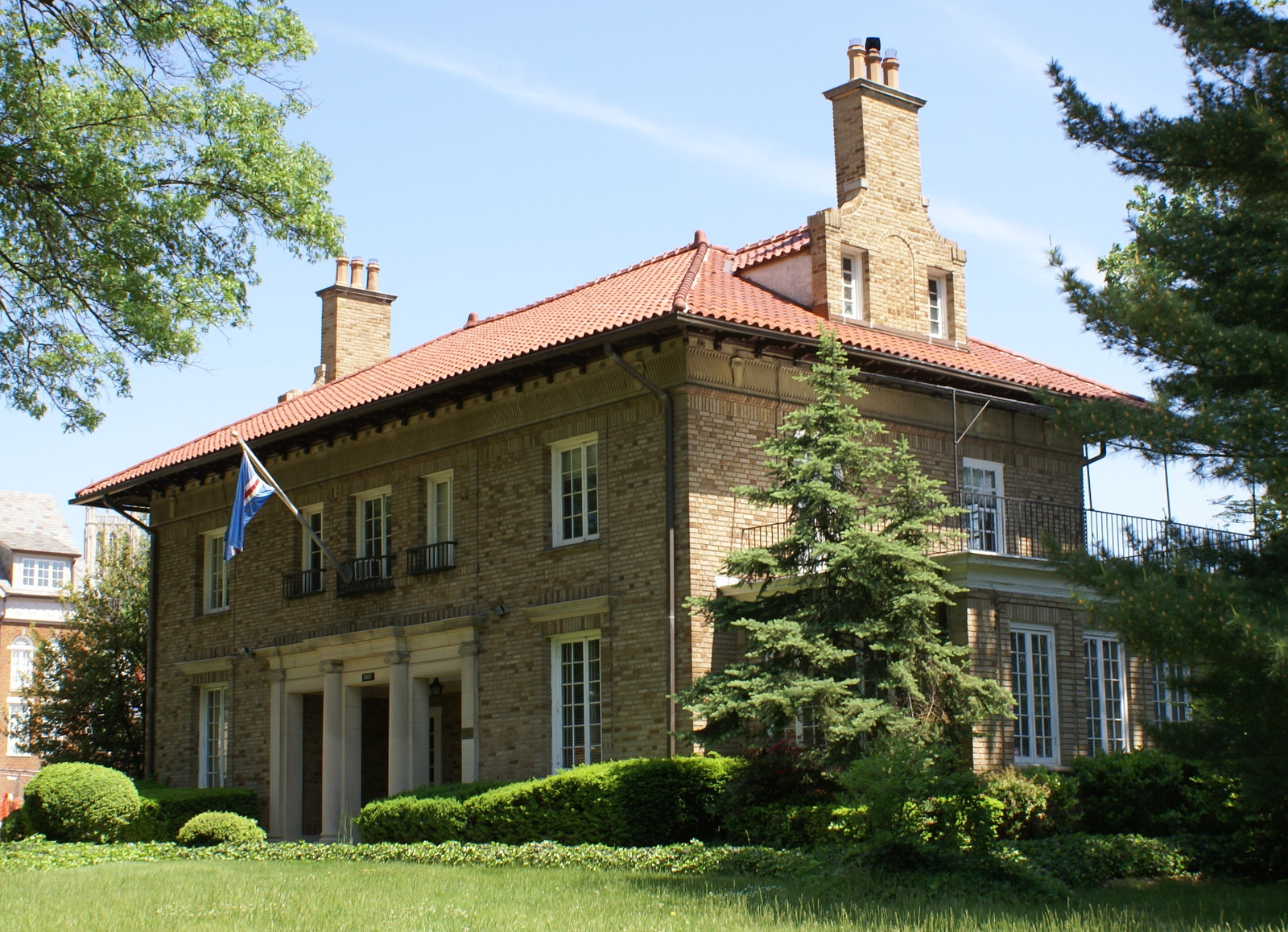
Embaixada em Washington, D.C
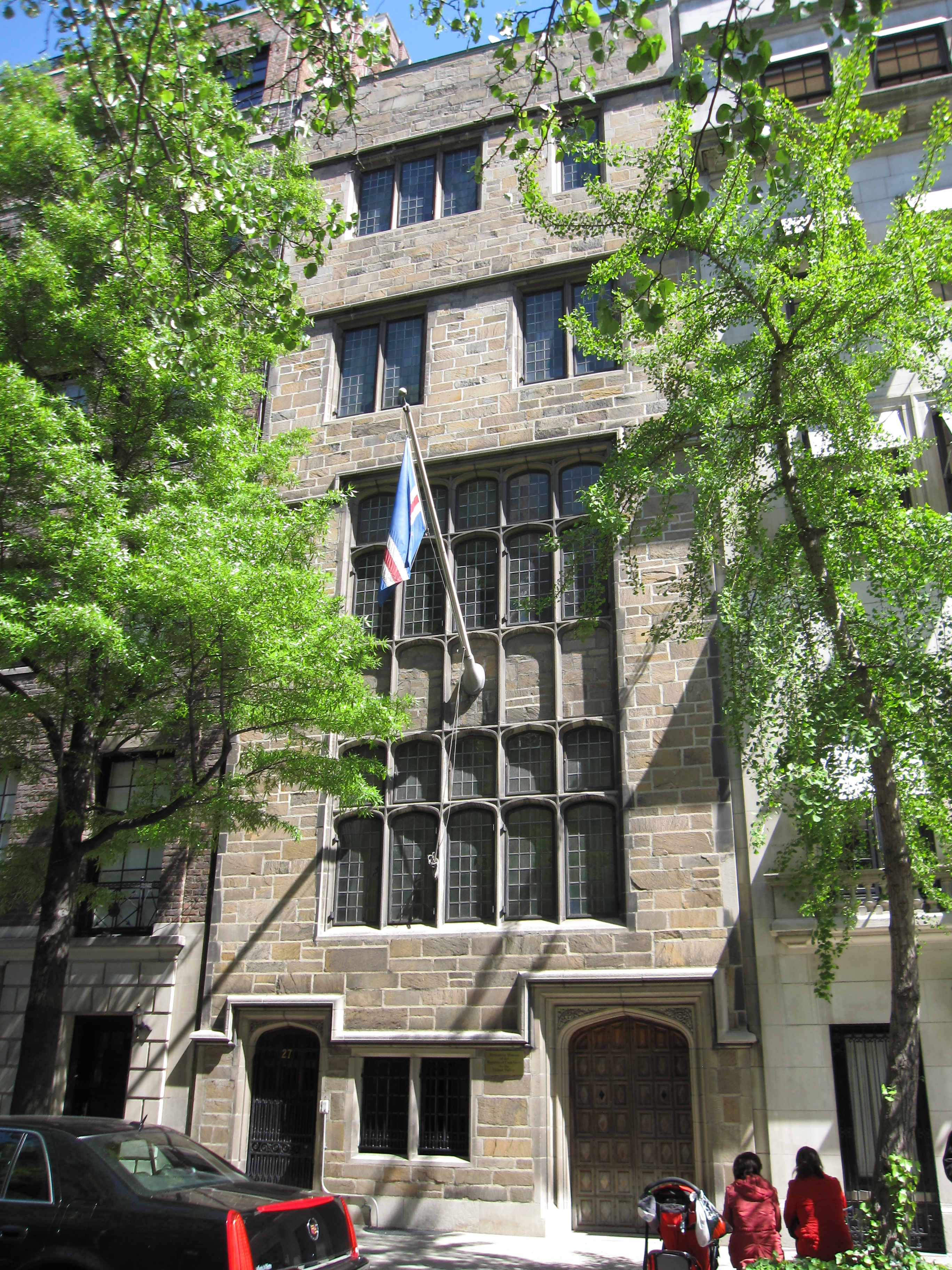
Missão Permanente junto das Nações Unidas em Nova Iorque

## Ligações Externas
- Embaixadas e Consulados de Cabo Verde